# هیوندای کاستو
هیوندای کاستو یک مینی‌ون ۷ صندلی است که توسط هیوندای پکن توسعه یافته است.این خودرو از سال ۲۰۲۱ به بازار عرضه شد.    این خودرو مجهز به یک موتور ۲ لیتری توربو است که توسط هیوندای ویا شاندونگ ساخته شده است. 